# إف سي يريفان
إف سي يريفان (الأرمينية: Ֆուտբոլային Ակումբ Երեւան) هو نادٍ أرمني محترف لكرة القدم، يمثل العاصمة يريفان. تأسس النادي في عام 1995، لعب في الدوري الأرمني الممتاز واستمر لمدة 5 سنوات فقط حيث فاز بلقب الدوري عام 1997.
وقد لعب النادي جل مبارياته في ملعب هرازدان.
مباشرة قبل موسم 2000، حل النادي وانتقل اللاعبون إلى أندية أخرى في يريفان.